# Настінні павуки-краби
Настінні павуки-краби (Selenopidae) — родина аранеоморфних павуків.
Родина названа на честь грецької богині місяця Селени через місяцеподібні очі. 

## Спосіб життя
Ці павуки нешкідливі для людини. Selenopidae добре представлені в африканських тропіках. Це нічні хижаки-одинаки, добре маскуються в гірських породах і деревах, де зливаються з землею, тріщинами. Вони також поширені в будинках на стінах, в плінтусах і кутах. 

## Опис
Їхні широкі плоскі, овальні тіла близько 6-23 мм в довжину а ноги вигнуті назовні (latrigrade). Їхній рух нагадує рух краба. Очі розташовані в два яруси. Як і у багатьох павуків, забарвлення змінюється від одного до іншого кольору, в залежності від ландшафту, але лапи або коричневі або чорні з білими кільцями. Мішечки з яйцями мають форму диска і близько 15 см в діаметрі, захищені підкладкою.

## Класифікація
Згідно з World Spider Catalog станом на 2013 рік родина містила 239 видів у 10 родах:
- Amamanganops Crews & Harvey, 2011
- Anyphops Benoit, 1968
- Garcorops Corronca, 2003
- Godumops Crews & Harvey, 2011
- Hovops Benoit, 1968
- Karaops Crews & Harvey, 2011
- Makdiops Crews & Harvey, 2011
- Pakawops Crews & Harvey, 2011
- Selenops Latreille, 1819
- Siamspinops Dankittipakul & Corronca, 2009